# サッカーフランス領ギアナ代表
サッカーフランス領ギアナ代表（サッカーフランスりょうギアナだいひょう）は、フランス領ギアナサッカー連盟によって構成される、フランス領ギアナのサッカーのナショナルチームである。
国際サッカー連盟（FIFA）に加盟していないためFIFAワールドカップには参加する事が出来ないが、北中米カリブ海サッカー連盟（Concacaf）の会員であるためCONCACAFゴールドカップには参加する事が出来る。
また、フランス領の一部であるため、優秀な選手はフランス代表としてプレーする。例えばフローラン・マルダはフランス領ギアナ出身である。

## 成績

### FIFAワールドカップ
- 参加不可

### CONCACAFゴールドカップ
- 1991 - 予選敗退
- 1993 - 予選敗退
- 1996 - 予選敗退
- 1998 - 予選敗退
- 2000 - 予選敗退
- 2002 - 不参加
- 2003 - 不参加
- 2005 - 予選敗退
- 2007 - 不参加
- 2009 - 不参加
- 2011 - 不参加
- 2013 - 予選敗退
- 2015 - 予選敗退
- 2017 - グループリーグ敗退
- 2019 - 予選敗退
- 2021 - 予選敗退

### カリビアンカップ
- 1989 - 予選敗退
- 1991 - 予選敗退
- 1992 - 予選敗退
- 1993 - 予選敗退
- 1994 - 予選敗退
- 1995 - グループリーグ敗退
- 1996 - 予選敗退
- 1997 - 予選敗退
- 1998 - 予選敗退
- 1999 - 棄権
- 2001 - 不参加
- 2005 - 予選敗退
- 2007 - 不参加
- 2008 - 不参加
- 2010 - 不参加
- 2012 - グループリーグ敗退
- 2014 - 5位
- 2017 - 3位

## 歴代選手
- ドノヴァン・レオン
- クロード・ダンブリー
- シモン・ファレット
- ジャン＝クロード・ダルシュビーユ

## 仏領ギアナ系選手
※フランス領ギアナ代表ではない（主にフランス代表）
- ベルナール・ラマ
- フローラン・マルダ